# Abdoul Ramane Seydou
Abdoul Ramane Seydou (* 1949 in Birni-N’Konni; Schreibweisen der/des Vornamen auch: Abdoul Rahamane, Abdoul Rahmane, Abdoulrahmane, Abdoulramane, Abdourahamane, Abdourahmane und Abdouramane) ist ein nigrischer Offizier und Politiker.

## Leben
Abdoul Ramane Seydou meldete sich 1967 nach der Grund- und Mittelschule als Freiwilliger zu den Nigrischen Streitkräften. Er besuchte ab 1975 die Offiziersanwärterschule in Bouaké und wurde 1977 nach seiner Rückkehr zum Unterleutnant und stellvertretenden Kommandeur der Präsidentengarde von Seyni Kountché ernannt. 1983 wurde er stellvertretender Kommandant der 7. motorisierten Saharakompanie und 1985 Kommandant der 1. Panzerschwadron. Bereits seit 1984 hatte er den Rang eines Hauptmanns inne.
Seydou wurde im November 1987 zunächst zum Militärattaché an der Botschaft Nigers in Paris ernannt, dann am 20. November 1987, kurz nach dem Tod von Staatschef Kountché, zum Minister für Jugend, Sport und Kultur. Er nahm im Mai 1989 am Gründungskongress der Einheitspartei MNSD-Nassara teil, wo er Jugendparteisekretär wurde. 1990 erhielt er bei den Streitkräften den Rang eines Majors. Seydou verlor sein Ministeramt, als die Nationalkonferenz, die den Übergang zu einem Mehrparteiensystem vorbereitete, am 10. September 1991 die MNSD-Nassara-Regierung absetzte. Er wurde 1992 Leiter des 3. Büros des Generalstabs der Streitkräfte und 1995 Kommandeur der Republikanischen Garde sowie zum Oberstleutnant befördert. Zudem wurde er 1995 zum Vizepräsidenten des nationalen Fußballverbands Fédération Nigérienne de Football gewählt.
Abdoul Ramane Seydou war am Militärputsch vom 27. Januar 1996 beteiligt, bei dem die demokratisch gewählte, aber tief zerstrittene politische Elite abgesetzt wurde: der Staatspräsident Mahamane Ousmane (CDS-Rahama), der Präsident der Nationalversammlung Mahamadou Issoufou (PNDS-Tarayya) und der Premierminister Hama Amadou (MNSD-Nassara). Seydou war Mitglied und Sprecher des Rats des nationalen Wohls, der zwölfköpfigen Militärjunta unter dem Vorsitz von Ibrahim Baré Maïnassara, die bis Dezember 1996 das Land regierte. Ab 11. Februar 1996 war er zunächst stellvertretender Generalstabschef der Nigrischen Streitkräfte, bis er am 23. August 1996 zum Minister für Jugend, Sport und nationale Solidarität ernannt wurde. Dieses Amt übte er bis 24. November 1997 aus. Der Putschanführer Baré Maïnassara blieb als Staatspräsident an der Macht und gründete im August 1997 die Partei RDP-Jama’a mit Abdoul Ramane Seydou als Generalsekretär. Seydou übernahm am 1. Dezember 1997 im Ehrenrang eines Staatsministers erneut die Ressorts Jugend, Sport und nationale Solidarität in der nigrischen Regierung. Seine Amtszeit endete am 9. April 1999 mit dem Sturz der Regierung durch den Militärputsch unter der Führung von Daouda Malam Wanké. Im Juni 1999 verlor Seydou auch sein Amt als Generalsekretär des RDP-Jama’a, das er im Januar 2001 wiedererlangte. Bei den Nigrischen Streitkräften ging er im Juni 2001 in den Ruhestand.
In der nach den Parlaments- und Präsidentschaftswahlen 2004 am 30. Dezember 2004 gebildeten Regierung von Staatspräsident Mamadou Tandja und Premierminister Hama Amadou (beide MNSD-Nassara) wurde Seydou Minister für Jugend, Sport und Spiele der Frankophonie. Niger war das Gastgeberland der 5. Spiele der Frankophonie im Jahr 2005. In den Folgeregierungen, die am 1. März 2007 unter Premierminister Hama Amadou und am 9. Juni 2007 unter Premierminister Seini Oumarou (beide MNSD-Nassara) gebildet wurden, blieb Seydou Minister für Jugend und Sport. Im Jahr 2008 wurde er als Generalsekretär des CDS-Rahama abgewählt. Ihm folgte Sani Abdourahmane im Amt nach. Der afrikanische Fußballverband Confédération Africaine de Football disqualifizierte 2009 die nigrische U-17-Fußballnationalmannschaft von der Teilnahme an der U-17-Fußball-Afrikameisterschaft, als sich herausstellte, dass der Spieler Boubacar Talatou nicht, wie angegeben, 17 Jahre, sondern bereits 22 Jahre alt war. Auch wenn offiziell kein Zusammenhang mit dieser Affäre bestand, trat Abdoul Ramane Seydou zurück. Sein Nachfolger als Minister für Jugend und Sport wurde am 14. Mai 2009 Salou Gobi.

## Ehrungen
- Kommandeur des Nationalordens Nigers[1]